# Martina Stoessel
Martina Stoessel, mer känd som Tini Stoessel eller Tini, född 21 mars 1997 i Buenos Aires, är en argentinsk skådespelare, dansare, sångare, låtskrivare och fotomodell. Stoessel är bland annat känd för rollen som Violetta i TV-serien med samma namn.

## Liv och karriär

### Tidiga år
Stoessel föddes i Buenos Aires. Hon är dotter till Mariana Muzlera och den argentinske TV-producenten Alejandro Stoessel, Hon har även en ett år äldre bror.
Redan i ung ålder började Stoessel ta lektioner i sång, piano, musikalisk komedi, musikalisk teater och dans. Hennes första TV-framträdande skedde under 2007 med en mindre roll i telenovelan Patito Feo. Under 2011 spelade hon in den spanska versionen av "The Glow" (Tu Resplandor), som finns med på albumet Disney Princess: Fairy Tale Songs.

### 2012–2015 Genombrott medVioletta

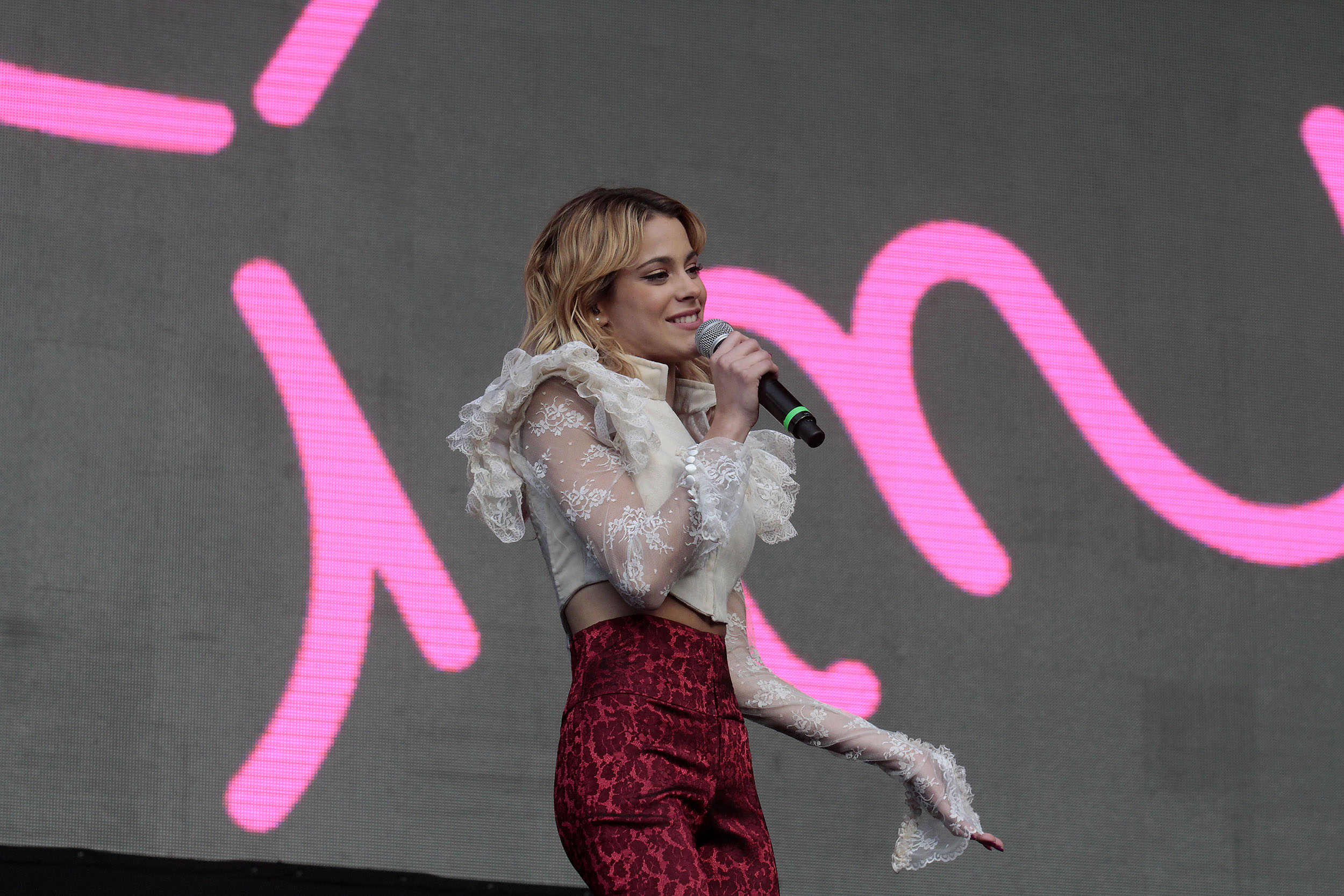
Martina under sin gratiskonsert Juntada Tinista i Buenos Aires den 2 maj 2014.

Stoessels far presenterade ett orelaterad projekt för Disney Channels producenter, som senare informerade honom om provspelningen för nätverkets kommande TV-serie, Violetta. I slutet av 2011, efter en intensiv kamp om huvudrollen, fick Stoessel rollen i Violetta, en samarbetsproduktion mellan Disney Channel Latinamerika, Europa och mellanöstern och Afrika. Den första säsongen av Violetta spelades in under 2012 i Buenos Aires, Stoessel spelade huvudrollen Violetta Castillo genom alla tre säsonger, hon sjöng även signaturmelodin till TV-serien på tre olika språk, spanska (en mi mundo), italienska (nel mio mondo) och engelska (in my on world). För sin roll som Violetta vann hon pris som "kvinnliga nykomling" på Kids' Choice Awards Argentina 2012 och som nykomling på Premios Martín Fierro 2013.
Mellan 2012 och 2014 deltog Stoessel i inspelningen av ett album med musik från alla tre säsonger av Violetta, hon medverkade även i TV-programmen The U-Mix Show och Disney Planet för Disney Latinamerika.  Den 10 augusti 2013 uppträdde Stoessel, med personer från inspelningen av Violetta, på Unicef:s TV-välgörenhetsgala, där hon framförde låtarna "ser mejor" och "en mi mundo".
Under 2013 spelade Stoessel in den spanska respektive italienska versionen av "let it go" till Disneys animerade film Frost, under 2014 gjorde hon en liten roll som röstskådespelare, då hon medverkade vid dubbandet av Monsters University till italienska.
I maj 2014 släppte Stoessel sin första bok, kallad "Simplemente Tini". Samma månad höll Stoessel en gratiskonsert i Buenos Aires som hette "Juntada Tinista", som hölls i närheten av Monumento de los españoles, konserten arrangerades av Buenos Aires med slogan "Cuidemos el planeta" ("Ta hand om planeten"), i publiken var det uppskattningsvis 250 000 personer. I september 2014 uppträdde Stoessel vid en välgörenhetsmatch i fotboll (Partido Interreligioso por la Paz) på Olympiastadion i Rom, Italien, där påven Franciskus var närvarande.

## Filmografi

### Television
| År        | Titel      | Karaktär          | Noteringar  |
| --------- | ---------- | ----------------- | ----------- |
| 2007      | Patito feo | Martina           | Mindre roll |
| 2012-2015 | Violetta   | Violetta Castillo | Huvudroll   |

### Film
| År   | Titel                            | Karaktär                    | Noteringar                             |
| ---- | -------------------------------- | --------------------------- | -------------------------------------- |
| 2013 | Monsters University              | Carrie Williams             | Dubbning på italienska                 |
| 2014 | Violetta: en concierto           | Violetta                    | Konsertfilm                            |
| 2016 | Tini, el gran cambio de Violetta | Sig själv/Violetta Castillo | Långfilm baserad på tv-serien Violetta |

## Diskografi
| År   | Titel                   | Datum            | Format                  | Skivbolag           |
| ---- | ----------------------- | ---------------- | ----------------------- | ------------------- |
| 2012 | Violetta                | 5 juni 2012      | CD, digital nedladdning | Walt Disney Records |
| 2012 | Cantar es lo que soy    | 23 november 2012 | CD, digital nedladdning | Walt Disney Records |
| 2013 | Hoy somos más           | 11 juni 2013     | CD, digital nedladdning | Walt Disney Records |
| 2013 | Violetta en Vivo        | 28 november 2013 | CD, digital nedladdning | Walt Disney Records |
| 2014 | Gira mi canción         | 18 juli 2014     | CD, digital nedladdning | Walt Disney Records |
| 2015 | Crecimos Juntos         | 20 mars 2015     | CD, digital nedladdning | Walt Disney Records |
| 2016 | Tini (Martina Stoessel) | 29 april 2016    | CD, digital nedladdning | Hollywood Records   |
| 2018 | Quiero Volver           | 12 oktober 2018  | CD, digital nedladdning | Hollywood Records   |
| 2020 | Tini, Tini, Tini        | 3 december 2020  | CD, digital nedladdning | Hollywood Records   |
| 2023 | Cupido                  | 16 februari 2023 | CD, digital nedladdning | Hollywood Records   |

### Singlar
| Singel        | År   | Album           |
| ------------- | ---- | --------------- |
| En mi mundo   | 2012 | Violetta        |
| Hoy somos más | 2013 | Hoy somos más   |
| En gira       | 2014 | Gira mi canción |

### Andra framföranden
| Titel         | År   | Andra artister | Album                 |
| ------------- | ---- | -------------- | --------------------- |
| Tu resplandor | 2011 | -              | Celebratón in Concert |
| Libre soy     | 2013 | -              | Frozen                |

## Turnéer
- Violetta en Vivo (2013-2014)
- Violetta Live (2015)[21]
- Got Me Started Tour (2017- 2018)
- Quiero Volver Tour (2018-2020)
- TINI Tour (2022- nuvarande)

## Priser och nomineringar
| År   | Pris                            | Kategori                      | Produktion | Resultat  |
| ---- | ------------------------------- | ----------------------------- | ---------- | --------- |
| 2012 | Kids' Choice Awards Argentina   | Nykomling                     | Violetta   | Vinst     |
| 2012 | E! Awards                       | Årets argentinska kändis      | Sig själv  | Nominerad |
| 2013 | Nickelodeon Kids' Choice Awards | Favorit Latinoartist          | Violetta   | Nominerad |
| 2013 | Premios Martín Fierro           | Nykomling                     | Violetta   | Vinst     |
| 2013 | Kids' Choice Awards Argentina   | Favoritskådespelerska från TV | Violetta   | Nominerad |
| 2013 | Los más clikeados del año       | Årets kändis med högst rating | Sig själv  | Nominerad |
| 2014 | Kids' Choice Awards Colombia    | Favoritskådespelerska från TV | Violetta   | Vinst     |